# Samoreau
Samoreau (pronuncia francese /sa.mo.ʁo/) è un comune francese di 2 379 abitanti situato nel dipartimento di Senna e Marna nella regione dell'Île-de-France.

## Società

### Evoluzione demografica
Abitanti censiti

## Storia
Samoreau era già occupata ai tempi del neolitico: numerose selci tagliate (bulini, raschietti, seghe, …) trovate dal dr. Lénez testimoniano che vi erano abitanti.
(Dr Lènez, Notice sur les silex taillés néolithiques de la Vallée de la Seine à Samoreau (S.-et-M.), vol. III, n.o 6, giugno 1905 https://gallica.bnf.fr/ark:/12148/bpt6k5861034p pp. 161-177)
Nell'antichità si parla di un oppidum dei Meldi, che dominava un'ansa della Senna..
Nel 1177 l'abbazia di Saint-Germain-des-Prés acquisì una parte del territorio del villaggio.
Nel 1316 il re Filippo V intervenne nel conflitto che opponeva i monaci agli abitanti.
Nel 1520 Francesco I acquistò i versanti ove fece costruire il castello dei Pressoirs du Roy.
Dal 1592 al 1597, Enrico IV vi soggiornò più volte in compagnia della bella Gabrielle d’Estrées.
Nel 1679 fu creato il "cocchio d'acqua" reale tra Parigi e Valvins (villaggio più vicino a Samoreau, sulle rive della Senna).
Dal 1790 al 1796, tutti i beni appartenenti all'abbazia di Saint-Germain-des-Prés furono requisiti e venduti.
I primi maestri arrivarono a Samoreau nel 1813.
Nel settembre 1870, una tempesta sconvolse la regione e abbatté la freccia della chiesa. Si dovette attendere fino al 1986 affinché la chiesa fosse restaurata e che ritrovasse la sua freccia originale.
Dal 1895 al 1897, fu costruita la ferrovia che attraversa Samoreau.
Nel 1898, Stéphane Mallarmé morì nella sua casa di Valvins e la sua salma fu inumata nel cimitero di Samoreau. La casa di villeggiatura ove egli visse è oggi il Museo dipartimentale Stéphane-Mallarmé.
Nel 1898 fu fondato il corpo dei sapeurs-pompiers (i nostri Vigili del Fuoco, n.d.t.).
Nel 1908 la linea tranviaria Fontainebleau-Valvins fu prolungata fino alla stazione di Vulaines-Samoreau.
Nel 1908, Maurice Ravel compose Ma Mère l'Oye alla Grangette, casa appartenente a Cipa Godebski, figlio dello scultore Cyprien Godebski e fratellastro di Misia Natanson, presso la casa di Mallarmé.
Nel 1956, il comune acquistò la "Grange aux Dîmes" per assicurarne la salvaguardia.